# Muzeum Historii Małej Litwy
Muzeum Historii Małej Litwy, Muzeum Historyczne Małej Litwy, Muzeum Historyczne Pruskiej Litwy (lit. Mažosios Lietuvos istorijos muziejus) – muzeum w Kłajpedzie założone w 1924 roku. Dyrektorem muzeum od 1992 roku jest Jonas Genys.
Muzeum powstało 20 czerwca 1924 roku jako Muzeum Ziemi Kłajpedzkiej (lit. Klaipėdos krašto muziejus). W 1939 roku działalność obiektu została przerwana, a większość eksponatów zginęła. Po II wojnie światowej muzeum odnowiono i otwarto ponownie 5 lutego 1949 roku jako Muzeum Krajoznawcze w Kłajpedzie (lit. Klaipėdos kraštotyros muziejus). W 1966 roku w Nidzie utworzono filię muzeum, nazwaną Muzeum Historycznym Neryngi (Neringos istorijos muziejus) lub Muzeum Krajoznawczym Mierzei Kurońskiej (Kuršių nerijos kraštotyros muziejus), która od 1987 roku jest niezależną instytucją. Rok później w muzeum otwarto dział morski, który później przekształcił się w Litewskie Muzeum Morskie. Od 17 czerwca 1988 roku muzeum nosi obecną nazwę.
W 2023 roku w zasobach muzeum znajdowało się ponad 140 tys. eksponatów, m.in. szczegółowe mapy dawnych Prus, stroje regionalne z obszaru Małej Litwy, pogański zegar astrologiczny, ikony, monety, prasę, pocztówki, obrazy (głównie przedstawiające Mierzeję Kurońską i Zalew Kuroński).
Muzeum organizuje wyprawy archeologiczne, prowadzi regionalny rejestr zabytków archeologicznych, zajmuje się działalnością edukacyjną, organizuje imprezy związane z historią Kłajpedy, a także wydaje książki o kulturze i historii miasta oraz regionu. Muzeum ma także kilka oddziałów: muzeum kowalstwa, eksponujące narzędzia kowalskie z regionu (od 1992), muzeum zamkowe w Kłajpedzie (od 2002), a także park rzeźby im. Martynasa Mažvydasa (od 1975). W 2022 roku muzeum odwiedziło 48,6 tys. turystów.